# Station Longport
Longport is een spoorwegstation van National Rail in Longport, Stoke-on-Trent in Engeland. Het station is eigendom van Network Rail en wordt beheerd door East Midlands Railway. Het station is geopend in 1848.